# Pharasmanes II den tappre
Pharasmanes II den tappre (georgiska: ფარსმან II ქველი) var kung av Iberien på 100-talet e.Kr.